# Mennybemenetel templom (Nuksora)
A nuksorai Mennybemenetel templom műemlékké nyilvánított épület Romániában, Hunyad megyében. A romániai műemlékek jegyzékében a HD-II-m-B-03370 sorszámon szerepel.